# Olga Palagia
Olga Palagia (Grécia, 1 de outubro de 1949) é uma professora, arqueóloga, historiadora e pesquisadora grega, especialista em arte da Grécia Antiga.
Em 1967 iniciou seus estudos superiores, formando-se em Arqueologia e História na Universidade de Atenas. Aperfeiçoou-se na Universidade de Oxford, onde obteve seu doutorado em Arqueologia Clássica. Em 1978 iniciou uma carreira na Universidade de Atenas, sendo nomeada sucessivamente palestrante, professora assistente (1988), professora associada (1993), professora titular (1999), chefe do Departamento de Arqueologia (2002-2004) e diretora da Faculdade de História e Arqueologia (2006-2007). Também foi pesquisadora assistente do Museu da Acrópole de Atenas (1978-1981). Já organizou seminários e congressos. É ou foi membro do Conselho Editorial das revistas internacionais Mediterranean Archaeology and Archaeometry, Marmora — International Journal for Archaeology, History and Archaeometry of Marbles and Stones, Hesperia e L'Antiquité Classique. Tem vários livros e uma grande série de artigos publicados.
É membro de diversas sociedades e instituições acadêmicas, como a Sociedade dos Antiquários de Londres, a Sociedade para a Promoção dos Estudos Helênicos de Londres (Honorário), a Associação Internacional de Arqueologia Clássica, a Associação para o Estudo do Mármore e outras Pedras Usadas na Antiguidade, o Instituto Arqueológico Germânico (Correspondente), o Instituto Arqueológico Norte-Americano, a Galeria Nacional de Arte de Londres (Visitante), do Museu Britânico (Visitante), do Museu Metropolitano de Arte de Nova Iorque (Visitante), da Universidade de Princeton (Visitante), e palestrante convidada em várias instituições de prestígio internacional. Seus estudos lhe deram grande projeção, sendo considerada uma das principais especialistas em arte e escultura da Grécia Antiga.
Entre suas principais publicações estão:
- Euphranor (1980, autora)
- The Pediments of the Parthenon (1993, autora)
- Greek Offerings in Honour of John Boardman (1997, editora)
- Greek Sculpture: Function, Materials and Techniques in the Archaic and Classical Periods (2006, editora)
- Art in Athens during the Peloponnesian War (2009, editora)
- Sculpture from Arcadia and Laconia (1993, co-editora)
- The Archaeology of Athens and Attica under the Democracy (1994, co-editora)
- Personal Styles in Greek Sculpture (1996, co-editora)
- Athenian Potters and Painters (1997, co-editora)
- Regional Schools in Hellenistic Sculpture (1998, co-editora)
- The Macedonians in Athens 322-229 B.C. (2003, co-editora)
- Ludwig Ross und Griechenland (2005, co-editora)
- The Panathenaic Games (2007, co-editora)
- Athenian Potters and Painters II (2009, co-editora)
- Samothracian Connections in honour of James R. McCredie (2010, co-editora)
- Sailing to Classical Greece in honour of Petros Themelis (2011, co-editora)